# Boezempeil
Het boezempeil (BP) of streefpeil is het peil van een boezem ten opzichte van het Normaal Amsterdams Peil, afgekort NAP. Het water heeft geen vast peil omdat het uit de polder(s) wordt opgemalen en weer geloosd, maar er wordt wel een bepaald peil nagestreefd.
Evenals het kanaalpeil wordt het boezempeil plaatselijk voor het gemak gebruikt om een slag minder rekenwerk te hoeven doen bij de hoogtebepaling ten opzichte van de waterstand. Als van een brug of sluisdrempel de hoogte ten opzichte van het boezempeil bekend is, kan daar snel worden uitgerekend wat de doorvaarthoogte of vrije diepgang is. Daarvoor hoeft alleen de op dat moment geldende afwijking (door op- of afwaaien of bemaling) in centimeters bij de hoogte te worden opgeteld of ervan afgetrokken. Bij referentie gelijk aan het NAP zou dan een extra rekenslag gemaakt moeten worden.
Er zijn in Nederland veel verschillende boezempeilen, waaronder:
- Amstel, Gooi en Vecht (AGV), streefpeil NAP -0,40 m NAP;
- Delflands peil (DP), streefpeil NAP -0,43 m;[1]
- Peil van Duurswold, streefpeil NAP -1,28 m;[2]
- Electrapeil, ook aangeduid als Hunsingopeil en Westerkwartierpeil, streefpeil NAP -0,93 m;[3]
- Fivelingopeil, streefpeil (winter) NAP -1,33 m;[4]
- Friese boezempeil, streefpeil NAP -0,52 m. Tot het jaar 2000 werd de waterstand van de Friese Boezem aangegeven ten opzichte van het Fries Zomerpeil (NAP - 0,66 m);
- Peil van Oostdongeradeel;
- Overwaardspeil;
- Rijnlands peil (RP), winterstreefpeil NAP -0,64 m, zomerstreefpeil NAP -0,61m;
- Rottepeil, streefpeil NAP -1,00 m;[5]
- Schermerboezempeil, streefpeil op de ringvaart NAP –0,40 tot -0,50 m;[6]
- Waterlandse boezem, streefpeil NAP -1,56m;[7]
- Woerdens boezempeil, streefpeil NAP -0,47 m.

## Varia
Op peilschalen wordt de afkorting BP (boezempeil) of SP (streefpeil) gebruikt om de hoogte van het boezempeil aan te geven.